# Gustavo Dall'Ara
Gustavo Giovanni Dall'Ara (Rovigo, 22 de dezembro de 1865 — Rio de Janeiro, 29 de agosto de 1923) foi um pintor e desenhista italiano que imigrou para o Brasil, tendo se radicado no Rio de Janeiro.  Gustavo Dall'Ara veiu para o Brasil em 1890, estreando na exposição geral de 1889.

## Biografia
Iniciou seus estudos de pintura e desenho na Academia de Belas Artes de Veneza, em 1881, tendo como professor Franco dali' Ara.
Segundo Laudelino Freire, tendo sido atacado de manifestações epiléticas e em face da declaração formal de seu médico de que só se curaria com a mudança radical de clima e, coincidindo receber por essa época um convite para vir colaborar num jornal ilustrado, escolheu o Brasil para seu novo domicílio.